# USS Zeilin (DD-313)
Za druga plovila z istim imenom glejte USS Zeilin.
USS Zeilin (DD-313) je bil rušilec razreda Clemson v sestavi Vojne mornarice Združenih držav Amerike.
Rušilec je bil poimenovan po prvem stalnem generalu ameriškega marinskega korpusa Jacobu Zeilinu.

## Zgodovina
22. januarja 1930 so rušilec v San Diegu izvzeli iz aktivne sestave, 8. julija istega leta ga odstranili iz seznama plovil Vojne mornarice ZDA in ga še isto leto prodali za razrez.